# Кирничталь
Кирничталь (нем. Kirnitzschtal) — бывшая коммуна в немецкой федеральной земле Саксония. С 1 января 2012 года входит в состав города Зебниц, с которым она уже с 1998 года сотрудничала в рамках территориального управления Зебниц.
Община подчинялась земельной дирекции Дрезден и входила в состав района Саксонская Швейцария — Восточные Рудные Горы, занимая площадь 44,17 км². Официальный код — 14 2 87 180.
На 31 декабря 2011 года население составляло 2083 человек.
Своё наименование коммуна получила по реке Кирнич, в долине которой она находилась.
Кирничталь подразделялся на 5 сельских округов: Альтендорф, Миттельндорф, Лихтенхайн, Оттендорф и Заупсдорф. 